# عناق الأفاعي
عناق الأفاعي هي رواية عربية للروائي الجزائري عز الدين جلاوجي، صدرت الرواية لأوّل مرة عام 2021 عن منشورات دار المنتهى في الجزائر. توجت الرواية بجائزة كتارا للرواية العربية لعام 2022.

## خلاصة الرواية
تعرض رواية عناق الأفاعي إرهاب الإستعمار الفرنسي الموغل في الشعب الجزائري، والظروف التي مرت بها الجزائر في ظل الصراعات المتعاقبة عليها من حملات صليبية ووجود العثماني، وأهم ما ركزت عليه الرواية هي مقاومة الأمير عبد القادر التي دامت 15 سنة، والخيانات التي تعرض لها. أوضح الكاتب
«أن الهدف الرئيسي الذي تركز عليه هو الإنسان بحد ذاته، في ظل تأجج العالم بالحروب والصراعات». كما صرح بأنه «يتكئ على التاريخ وينطلق منه، ولكنه أيضا ينفتح على الذاكرة الوطنية في عمومها ويحلق في عوالم الأسطورة والتخييل وعوالم الحب والفروسية» في روايته.
وتعد الرواية تكملة لسلسة من روايتين سابقتين “حوبة والبحث عن المهدي المنظر” و” الحب ليلا في حضرة الأعور الدجال”.

## تفاعل
- في أكتوبر 2022، قدم الناقد الجزائري عبد الحميد هيمة وحميد عقبي مدير المنتدى العربي الأوربي للسينما والمسرح ندوة حول الرواية وشارك فيها عشرة من كبار الأكاديميين.[7]
- مذكرة ماستر أدب بجامعة المسيلة تحت عنوان «استراتيجية التجريب في رواية "عناق الافاعي" لـ "عز الدين جلاوجي»[8]
- مقالة عن الرواية في مجلة تامرّا - اتحاد أدباء ديالى - العددان 10 - 11 (كانون الأول 2020) لعبد القادر فيدوح بعنوان «مرايا الذاكرة في عناق الأفاعي»[9]

## جوائز
توجت الرواية بجائزة كتارا للرواية العربية لعام 2022. في فئة الروايات العربية المنشورة